# 陡山水库
陡山水库，位于中国山东省莒南县北部，沭河支流浔河干流上，是一座以防洪、灌溉为主，兼具发电、养殖等综合效益的大（2）型水库。水库控制流域面积431平方公里，总库容2。92亿立方米，兴利库容1.70亿立方米。大坝为宽心墙砂壳坝，长631米，最大坝高28.6米。死水位108.40米，兴利水位127米。